# Proosdij van Wissembourg

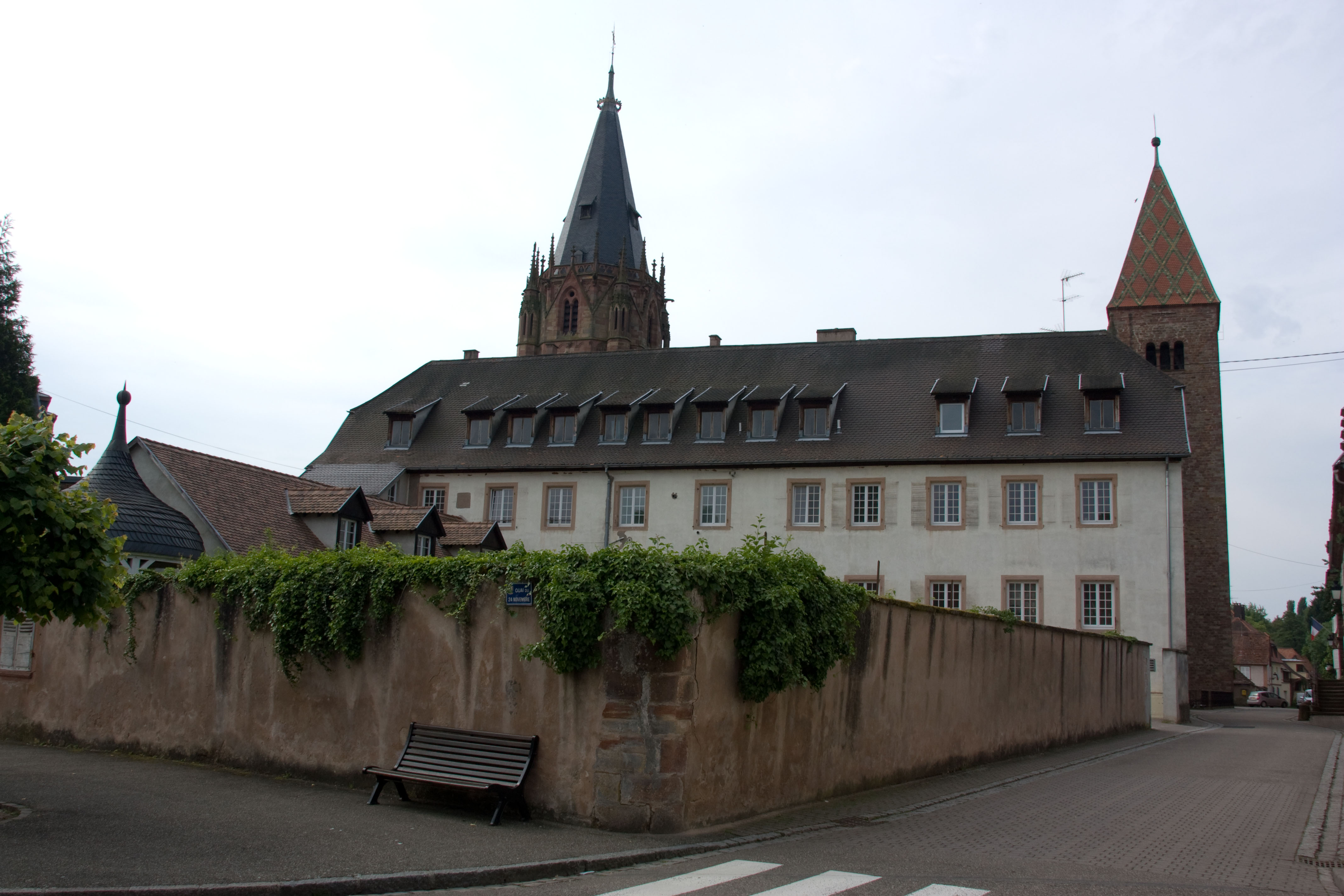
Voormalig sticht

De Proosdij van Wissembourg (Duits: Weißenburg) was een tot de Boven-Rijnse Kreits behorende prins-proosdij binnen het Heilige Roomse Rijk, gelegen in Wissembourg in de Elzas. 
In de tweede helft van de zevende eeuw werd er in Wissembourg een benedictijnerabdij gesticht. Zij ontving veel steun van Karel de Grote en vormde een cultureel middelpunt van het Frankische Rijk.
Sinds keizer Otto I wordt de abdij als rijksonmiddellijk beschouwd. In 973 kreeg de abdij dezelfde vrijheid als de abdijen van Fulda, Reichenau en Prüm. Sinds de dertiende eeuw fungeren de abten vrijwel als rijksvorst.
In de veertiende eeuw werd de positie van de abdij bedreigd door de rijksstad Wissembourg en de naburige adel.
In 1524 werd de abdij in een seculier kanunnikensticht omgezet, dat sinds 1546 met het prinsbisdom Spiers verenigd is.
In 1672 ging het gebied verloren voor het Heilige Roomse Rijk toen het werd ingelijfd bij Frankrijk. In 1798 werd het sticht opgeheven.